# Bohuslän
Bohuslän je švedska pokrajina u Götalandu u zapadnoj Švedskoj.

## Zemljopis
Graniči s pokrajinama Dalsland i Västergötland na istoku te Norveškom na sjeveru, dok je tjesnac Skagerrak u Sjevernom moru odvaja od Danske. Bohuslän je u sastavu županije Västra Götaland. Pokrajina ima površinu od 4 473 km² i 270 628 stanovnika. Gustoća naseljenosti je 60,5 stanovnika po kvadratnom kilometru. Najveći grad pokrajine je Uddevalla. 

## Povijest
Pokrajina je ime dobila po tvrđavi Bohus, koju je podigao norveški kralj Håkon V. 1308. Od tvrđave, nekadašnje najjače norveške utvrde, ostale su samo ruine.
U doba Vikinga Bohuslän je bio dio Vikena koji je obuhvatao obalno područje Oslo-zaljeva (šv. Oslofjorden). Područje je bilo podijeljeno na dva dijela: Ranrike na sjeveru i Älvsyssel na jugu.
Potpisivanjem Mirovnog sporazuma u Roskildeu 26. veljače 1658. pokrajina Bohuslän, koja je tada bila sastavni dio kraljevine Danska-Norveška, pripala je Švedskoj.

## Veća mjesta
| - Kungälv - Lysekil - Stenungsund - Strömstad - Tanumshede - Uddevalla |

## Galerija slika
- Centralni trg u Uddevalli
- Brdo Börs flåg nedaleko Hällungena
- Marina Strömstad
- Koster crkva
- Rune u Bohuslänu
- Izgled tipičnog naselja u Švedskoj
- Natjecanje u jedrenju Tjörn runt

## Vanjske poveznice
- Karta Bohusläna